# Leptopterigynandrum autoicum
Leptopterigynandrum autoicum là một loài rêu trong họ Thuidiaceae. Loài này được Dixon ex Gangulee & Vohra mô tả khoa học đầu tiên năm 1978.